# Dolní Podhájí
Dolní Podhájí je osada, část obce Struhařov v okrese Benešov. Nachází se asi 3,5 km na jihozápad od Struhařova. V roce 2009 zde byly evidovány čtyři adresy. Dolní Podhájí leží v katastrálním území Skalice u Benešova o výměře 3,79 km².

## Historie
První písemná zmínka o vesnici pochází z roku 1544.
Dolní Podhájí dříve spadalo pod konopišťské panství, zatímco Horní Podhájí pod panství Leštenské. V roce 1890 zde Ottův slovník naučný uvádí 3 domy a 24 obyvatel.

## Galerie

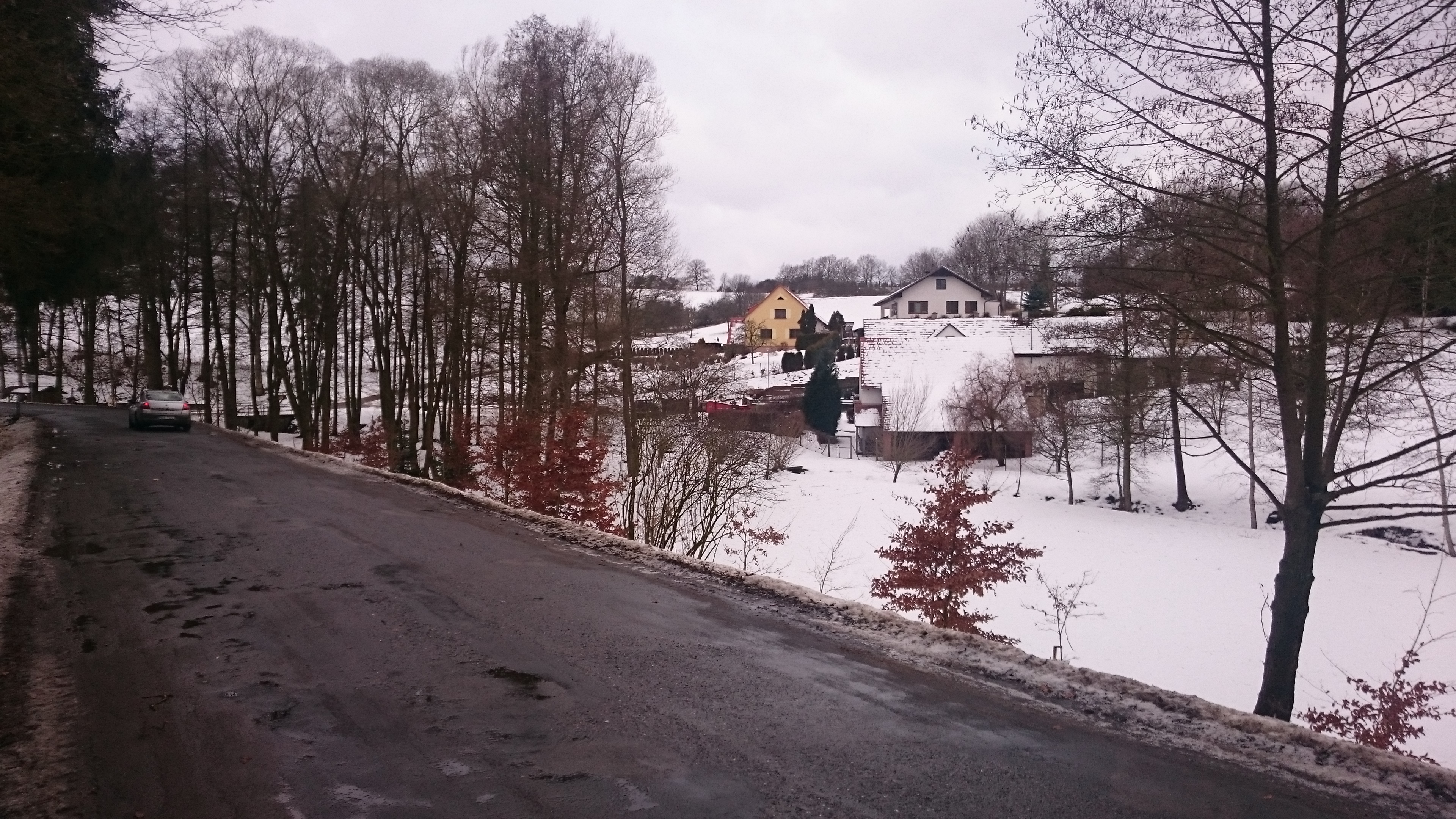
Domy ze silnice
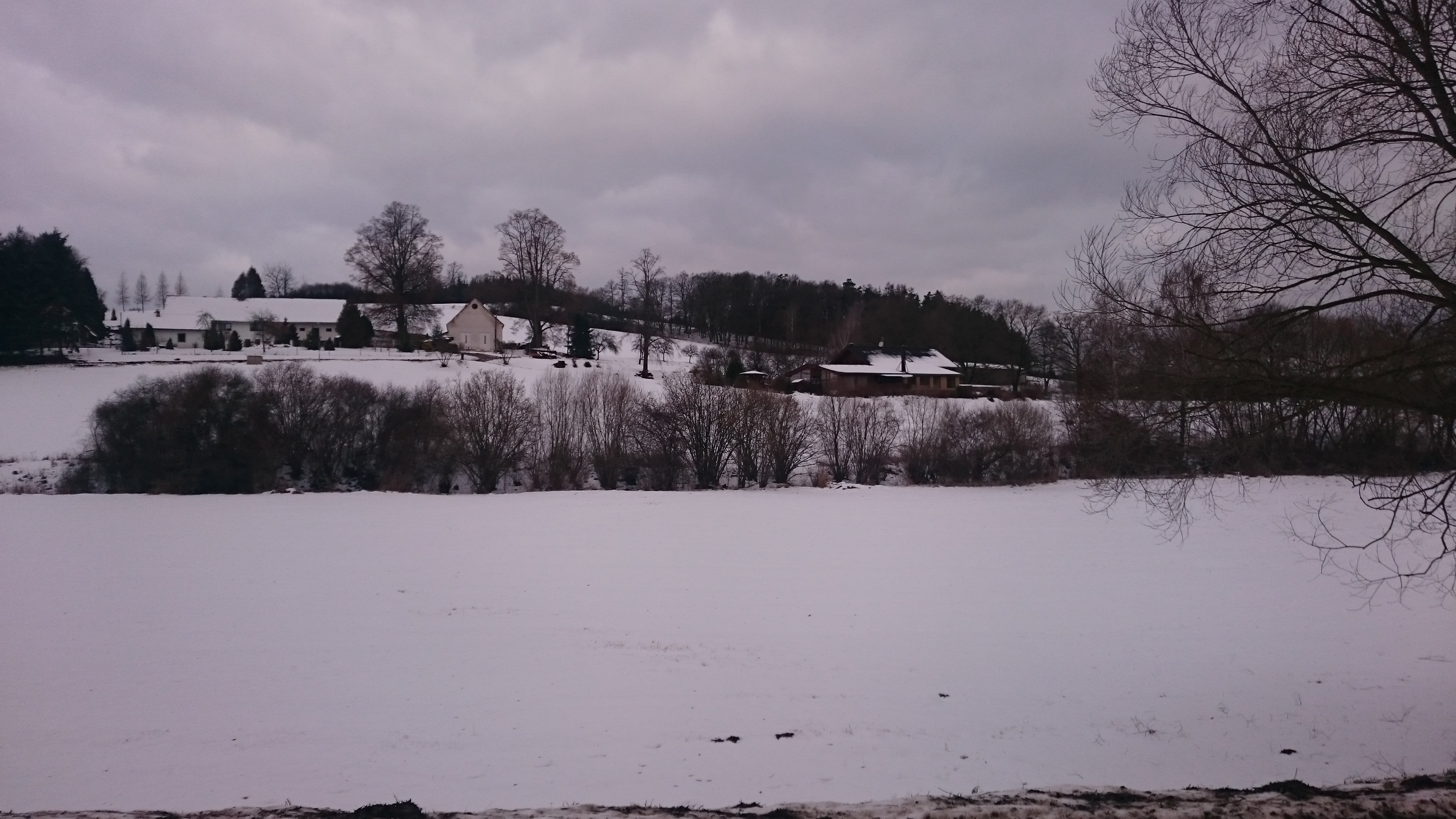
Chalupy
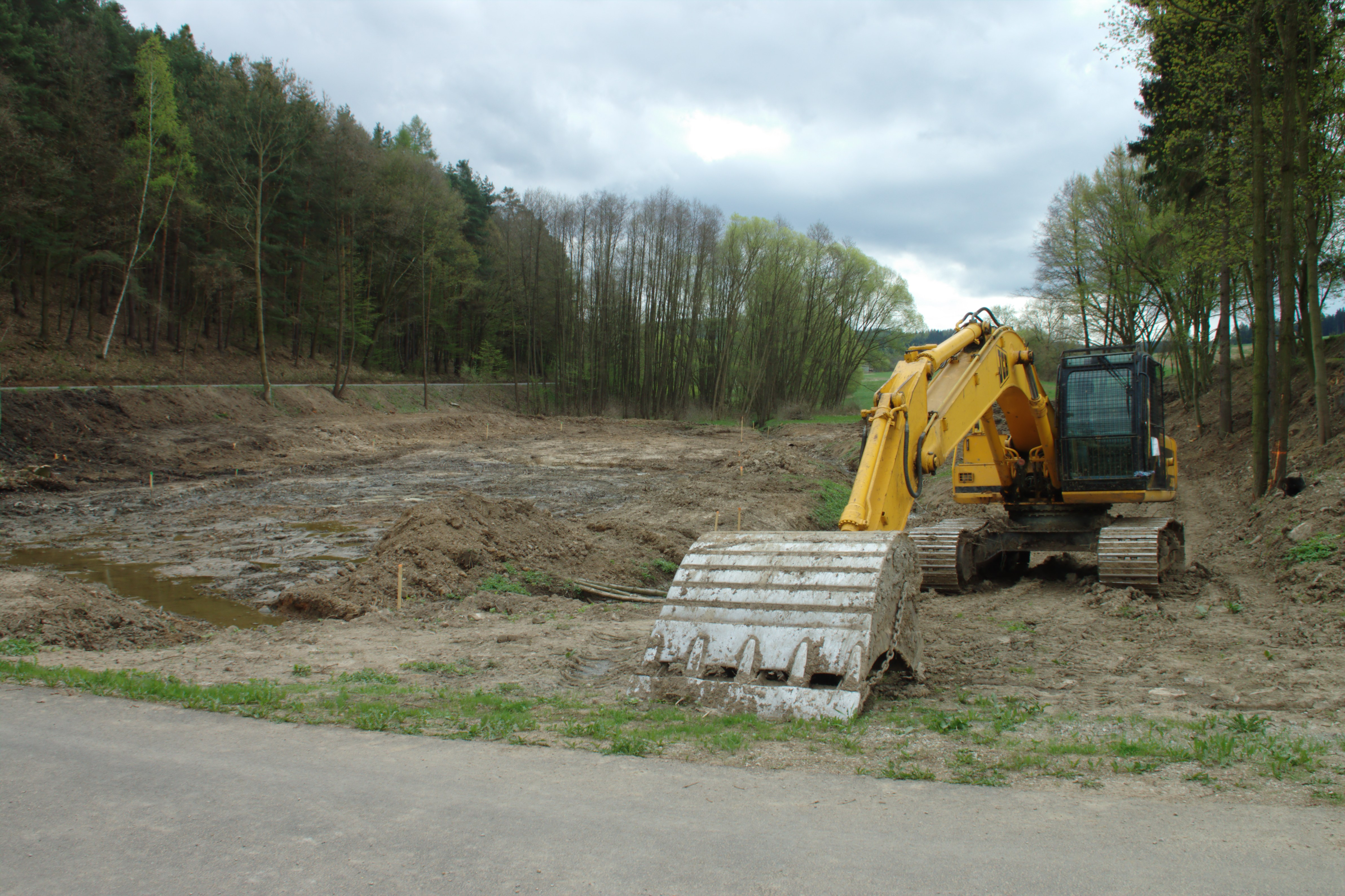
Bagrování rybníka